# Atrichopogon flavicaudae
Atrichopogon flavicaudae är en tvåvingeart som beskrevs av John William Scott Macfie 1939. Atrichopogon flavicaudae ingår i släktet Atrichopogon och familjen svidknott. Inga underarter finns listade i Catalogue of Life.